# Salamo-Konzert
Salamo-Konzert (auch Salamo oder Konzertbesuch) ist ein Sketch des deutschen Humoristen Loriot. Er zeigt einen Mann bei einem im Preisausschreiben gewonnenen Konzertbesuch, bei dem er sich danebenbenimmt.
Der Sketch ist Teil der sechsten und letzten Folge der Sendereihe Loriot, die erstmals im Dezember 1978 ausgestrahlt wurde. 1981 erschien der Text des Sketches auch in gedruckter Form.

## Handlung
Ein Mann sitzt in einem Konzertsaal und fragt seinen Sitznachbarn, ob es heute nur Musik oder auch noch etwas anderes gebe. Der Angesprochene weist den Fragenden darauf hin, dass er sich in einem Konzert befinde. Dieser steckt sich einen Bonbon in den Mund und berichtet dann seinen beiden Sitznachbarn stolz, dass er die Konzertkarte bei einem Preisausschreiben der Bratfettfirma Salamo gewonnen habe. Dabei habe er die Silben des Werbespruchs „Brat fettlos mit Salamo ohne“ in die richtige Reihenfolge gebracht, was gar nicht so einfach gewesen sei.
Es erscheint ein weiterer Mann und erklärt dem Preisausschreibengewinner, dass er auf dem falschen Platz sitze. Sein richtiger Platz sei in der Reihe davor. Der Gewinner versucht, über die Sitzreihe zu klettern, bleibt aber mit seiner Hose an etwas hängen. In dieser misslichen Lage erlebt er den Beginn des Klavierkonzerts. Seiner neuen Sitznachbarin stellt er sich erneut flüsternd als Gewinner des Salamo-Preisausschreibens vor. Sie ist irritiert, dass er in einem Konzert isst. Bei einem starken Klavierakkord verschluckt sich der Mann an seinem Bonbon und hustet ihn auf die dekolletierte Schulter der Frau. Er steckt ihn zurück in seinen Mund und bietet ihr einen frischen an. Auf ihr empörtes „Ich bitte Sie!“ versucht er die Bonbontüte aus seiner Jacke zu holen, verschüttet dabei aber den Inhalt zwischen den Reihen. Er verliert das Gleichgewicht und fällt mit dem Schlussakkord des Pianisten auf seinen Platz. Als das Publikum dem Musiker applaudiert, erhebt sich der Gewinner und verbeugt sich nach allen Seiten.

## Produktion und Veröffentlichung
Salamo-Konzert entstand für die sechste und letzte Folge der von Radio Bremen produzierten Sendereihe Loriot. Der Sketch wurde 1978 gemeinsam mit dem Flötenkonzert aufgenommen, bei dem das Publikum durch das Nachrücken auf freie Sitzplätze den Beginn eines klassischen Konzerts verhindert. Für den Dreh wurde im Atelier ein Konzertsaal aufgebaut und mit Komparsen besetzt. Im Salamo-Konzert übernahm Loriot die Rolle des Preisausschreibengewinners, die Sitznachbarin, der er seinen Bonbon auf die Schulter hustet, spielte Evelyn Hamann. Rudolf Kowalski spielte den Besucher, auf dessen Platz der Gewinner sitzt, einen weiteren Konzertbesucher stellte Heinz Meier dar. Außerdem haben einige weitere nicht im Abspann genannte Darsteller Sprechrollen, unter ihnen Hanni Nitsch, die vorher unter anderem im Sketch Schmeckt’s? auftrat. Am Flügel saß wie beim Flötenkonzert Bruno W. Pannek. Die Musik stammte von Loriots Assistenten Stefan Lukschy. Da Loriot und Lukschy keine zeitlich passende Musik fanden und kein klassisches Werk zurechtschneiden wollten, improvisierte Lukschy selbst passende Klaviermusik. Die Aufnahmen der Musik fanden im Haus von Loriots Freunden Johano Strasser und Franziska Sperr statt.
Die sechste Folge von Loriot wurde am 7. Dezember 1978 im Ersten Programm ausgestrahlt. Salamo-Konzert ist darin als einziger Sketch nicht Teil der durchgängigen Handlung um die Familie Hoppenstedt und den Staubsaugervertreter Jürgens. Auf die Ausstrahlung vom Flötenkonzert wurde verzichtet, sie wurde erst 1983 in der Sendung Loriots 60. Geburtstag nachgeholt. 1997 ordnete Loriot sein Fernsehwerk neu und machte aus den ursprünglich sechs 45-minütigen Loriot-Folgen, ergänzt um weiteres Material, vierzehn 25-minütige Folgen. Der Sketch Salamo-Konzert ist Teil der dritten Folge Von Mensch und Musik, Bett, Bratfett und Geselligkeit, die am 6. Mai 1997 erstmals im Ersten gezeigt wurde. Daneben war der Sketch wie das Flötenkonzert in Loriots 60. Geburtstag zu sehen.
Der Text von Salamo-Konzert erschien 1981 in gedruckter Form im Sammelband Loriots dramatische Werke. Darin ist er dem Kapitel Kultur und Fernsehen zugeordnet. Seitdem wurde er in einige weitere Sammelbände von Loriot aufgenommen.

## Analyse und Einordnung
Für den Germanisten Stefan Neumann, der seine Dissertation zum Leben und Werk Loriots verfasste, zieht der Sketch seine Komik vor allem aus den Tabubrüchen des Protagonisten, der ein Störenfried sei. Damit ähnele er Herrn Moosbach aus dem Sketch Skat, der durch seine Unwissenheit seine Mitspieler gegen sich aufbringt, sowie dem Rentner aus Feuergeben, der einem Passanten ungefragt Details aus seinem Leben erzählt. Neumanns Fachkollege Felix Christian Reuter sieht beim Protagonisten nur geringe soziale Kompetenzen. So sei ihm offenbar nicht klar, dass es unangemessen ist, in einem Konzertsaal über die Sitzreihen zu steigen. Sein Verhalten habe schon fast autistische Züge, da er sich der Gefühle der anderen Menschen gar nicht bewusst zu sein scheint. So bemerke er nicht, dass sie nicht an seinem Preisrätsel interessiert seien. Dessen banaler Inhalt bilde zudem einen starken Kontrast zum zur Hochkultur gehörenden klassischen Konzert, denn Bratfett gehört für Reuter zu den „alltäglichsten und unästethischsten Dingen“. Neumann sieht dadurch Ähnlichkeiten zum Fluggast im Sketch Flugessen, dessen plumpe Einwürfe im Kontrast zur von den anderen Fluggästen rezitierten Lyrik Rilkes stehen. Das unangemessene Verhalten des Protagonisten im Salamo-Konzert setzt sich laut Reuter gegenüber der Frau, der er einen Bonbon auf die nackte Schulter gespuckt hat, fort. Es sei mehr als taktlos, ihr danach einen frischen Bonbon anzubieten und ihr empörtes „Ich bitte Sie!“ als Zustimmung zu interpretieren. Übermäßig ichbezogen zeige sich der Mann, als er den Schlussapplaus auf die Befreiung aus seiner misslichen Lage und nicht auf den Musiker bezieht.
Neben seiner sozialen Inkompetenz zeigt sich der Protagonist laut Reuter als Kunstbanause. So suggerierten seine Aussagen, dass er ohne den Gewinn nie in das Konzert gegangen wäre und Musik wenig schätze. Auch andere Konzertbesucher hätten offenbar wenig Ahnung von Musik, obwohl sie sich im Gegensatz zum Protagonisten vordergründig daran interessiert zeigten. So fragt eine Frau ihren Sitznachbarn „Ist das Schubert?“; sie wisse also offenbar nicht, von wem die Musik stammt, die gerade gespielt wird. Ihr Sitznachbar sei, was Musik angeht, auch wenig gebildet, denn er bezieht die Frage nach Schubert nicht auf den Komponisten Franz Schubert, sondern auf den anderen Konzertbesucher, wenn er antwortet: „Nein, irgend jemand von einem Bratfett-Preisausschreiben…“
Das Verhalten der Konzertbesucher ist typisch für die Loriot’schen Szenen, die sich mit Bildung und Kultur beschäftigen. Gezeigt werden scheinbare Bildungsbürger, deren kulturelles Interesse aber vor allem im Streben nach sozialem Aufstieg und Ansehen begründet ist. Letztlich scheitern die Figuren bei Loriot jedoch in ihren Bemühungen, anstelle wirklicher Bildung tritt nur eine Scheinbildung, wie etwa in Die Jodelschule.

## Bildtonträger
- Loriots Vibliothek. Band 2: Wo laufen sie denn? und andere Probleme des gehobenen Lebensstils. Warner Home Video, Hamburg 1984, VHS Nr. 2.
- Loriot – Sein großes Sketch-Archiv. Warner Home Video, Hamburg 2001, DVD Nr. 1 (als Teil von Loriot 3).
- Loriot – Die vollständige Fernseh-Edition. Warner Home Video, Hamburg 2007, DVD Nr. 4 (als Teil von Loriot VI).

## Textveröffentlichungen (Auswahl)
- Loriots dramatische Werke. Diogenes, Zürich 1981, ISBN 3-257-01004-4, S. 270–273.
- Das Frühstücksei. Diogenes, Zürich 2003, ISBN 3-257-02081-3, S. 255–258.
- Gesammelte Prosa. Diogenes, Zürich 2006, ISBN 978-3-257-06481-0, S. 409–413.